# Караманлије
Караманлије (грч. Καραμανλήδες, тур. Karamanlılar)) је туркофоно становништво православне вероисповести које је настањивало југ средишње Анадолије (област Карамана), а потом је мигрирало у друге делове Анадолије и град Истанбул. Њихово порекло није поуздано утврђено, да ли су потомци византијских Грка који су променили језик, или су Турци који су променили веру или и једно и друго. Приликом размене становништва 1923. године између Грчке и Турске, између 50 и 100 хиљада Караманлија је принудно пресељено у Грчку. Свој језик су називали турским како би се разликовао од османског турског, а за писање и штампање текстова користили су грчко писмо. Углавном, Караманлије нису имале грчки национални идентитет, себе су називали хришћанима, православним хришћанима или хришћанима из Анадолије..